# San Isidro (Catamarca)
San Isidro – miasto w Argentynie, położone w środkowej części prowincji Catamarca.

## Opis
Miejscowość została założona w 1668 roku. W mieście znajduje się węzeł drogowy-RP1 i RP41.

## Demografia
.